# Teatro Piccolo (Roma)
Il Teatro Piccolo di Carlo Ludovico Bompiani e Adriana Muratori è la continuazione ideale della "Baracca delle Favole" che vide la luce nel 1927 per la geniale collaborazione di Trilussa con Guglielmo Guasta, rimasta muta negli anni del dominio fascista per l'impossibilità di pronunciare ancora la sua arguta e caustica parola.

## Storia
La "Baracca delle Favole" risorse nel 1946 (dopo la morte di Trilussa) con il nome di "Baracca delle Fate" ad opera del Guasta e di Carlo Ludovico Bompiani con intenti artistici ed educativi oltre che satirici: il Teatro molto più grande e perfezionato del primo; i burattini nuovi, vari e originali; i costumi artistici e ricchi; gli scenari ispirati da armonioso e sapiente senso d'arte.
Provenienti da questa precedente esperienza, Carlo Ludovico Bompiani e Adriana Muratori alla fine degli anni '40 allestirono il "Teatro Piccolo". Sue caratteristiche salienti furono il palcoscenico molto ampio con scene girevoli a volume per cambiamenti a vista e per effetti di carrellata cinematografica, effetti di luce sulle scene e nel cielo, burattini molto grandi e numerosi in ogni lavoro.
Per ovviare alla difficoltà di assicurarsi una buona recitazione ed una perfetta sincronizzazione tra voci, suoni e movimenti, fu introdotta la colonna sonora, registrata con valenti attori di prosa. Partecipavano alle rappresentazioni quattordici giovani, che furono istruiti e specializzati, ciascuno nell'esecuzione delle proprie caratteristiche prestazioni, da Carlo Ludovico Bompiani e Adriana Muratori stessi.
Alcune particolari caratteristiche rimasero affidate all'estro degli stessi autori. Particolari effetti raggiungevano così "Il Direttore d'Orchestra" e qualche balletto. Scene, burattini e costumi erano naturalmente di Carlo Ludovico Bompiani.
Il Teatro Piccolo tenne le sue rappresentazioni a Roma nelle stagioni 1950 – 51 e 1951 – 52 in un grande salone della Gioventù Italiana al Foro Italico, sotto gli auspici di quell'Ente e nella stagione 1953 – 54 nel Teatro Bellarmino di via Panama.
Nella prima stagione furono eseguite un gran numero di rappresentazioni della fiaba musicale L'Acqua che Canta di Adriana Muratori e Marcello Ciorciolini con musiche originali di Ste.
Nella seconda stagione fu rappresentata La Perla dei Mari degli stessi autori con musiche di Grieg e canzoni originali di Ste e la mistica scena de La Notte Santa di Gozzano accompagnata da musiche di Bach.
Nella terza stagione fu messo in scena Il Giardino Proibito di Francesco Milizia, ispirato a Il Gigante Egoista di Oscar Wilde, accompagnato da musiche di Wagner e Buon Natale, fiaba moderna di Marcello Ciorciolini.
Nel 1951 e 1953 furono girati cortometraggi per la Thetis Film.
Dal 1954, malgrado il vivo consenso del pubblico che permise di tenere in cartellone un lavoro per l'intera stagione, e malgrado gli incoraggiamenti degli educatori, il teatro chiuse i battenti per la mancanza della sede stabile necessaria alla complessa e voluminosa organizzazione.
Nel marzo 1967 alcuni dei burattini furono esposti in una mostra allestita presso il Museo Teatrale della Scala di Milano.